# Abri du Petersberg
L'abri du Petersberg est un abri faisant partie de la ligne Maginot, situé sur la commune d'Escherange dans le département de la Moselle. Il se trouve dans le sous-secteur d'Œutrange (aussi dénommé Angevillers) du secteur fortifié de Thionville.

## Description
Il s'agit d'un abri CORF (du nom de la Commission d'organisation des régions fortifiées) pour une section, du type abri-caverne (l'autre modèle étant l'abri de surface), reprenant l'architecture classique de ce type de réalisation, à savoir des locaux souterrains, à accès en puits, surmontés de deux coffres d'accès. Chaque bloc d'accès comporte un fossé diamant, une passerelle escamotable, et les moyens de défense rapprochée classiques de ce type de structure : un créneau pour FM (MAC 1924/29) en caponnière couvrant l'entrée et une goulotte à grenades défendant le fossé.
Bien que son plan de masse soit dans les standards, l'abri du Petersberg présente quelques particularités qui lui sont propres : il est un des rares abris à être dit « actifs », c'est-à-dire participant aux plans de tirs généraux. À cette fin, il est un des trois de l'ensemble de la ligne Maginot à être armé avec une cloche JM (mitrailleuses MAC 1931), positionnée sur le bloc ouest et croisant ses tirs avec la casemate du Petersberg Est.
L'absence de cloche GFM sur ce bloc d'entrée pouvant nuire à la défense des superstructures de l'abri, cet inconvénient est compensé par la position légèrement surélevée du bloc est, quant à lui équipé, ceci afin de permettre à une seule et unique cloche GFM d'assurer la défense des deux blocs, couverts en complément par la cloche FM du bloc 6 de l'ouvrage de Molvange.
Par ailleurs, le volume de ses locaux intérieurs est notablement plus restreint que la plupart de ses homologues.

## Centre de transmissions de l'OTAN
L'ouvrage de Molvange servant de 1961 à 1967 de centre d'opérations à la 4th Allied Tactical Air Force (responsable de la moitié sud de la RFA durant la guerre froide, intégrant la 17th AF (en), la division aérienne canadienne et la moitié de la Luftwaffe) de l'OTAN, l'abri est transformé en poste de transmissions.
Les équipements souterrains sont donc modernisés (cuisine et groupe électrogène) et des émetteurs haute fréquence sont installés, devenant opérationnels en 1959.

## État actuel
L'abri est situé sur le territoire de la commune d'Escherange en Moselle et est encore visible et localisable de nos jours sans difficultés.
Ses deux portes blindées ont été soudées, condamnant tout accès intérieur.